# 9 iunie
ianuarie • februarie • martie  • aprilie  • mai  • iunie  • iulie  • august  • septembrie  • octombrie  • noiembrie  • decembrie
9 iunie este a 160-a zi a calendarului gregorian și ziua a 161-a în anii bisecți. Mai sunt 205 zile până la sfârșitul anului.

## Evenimente
- 1598: Tratatul dintre împăratul Rudolf al II-lea și Mihai Viteazul, încheiat la Mănăstirea Dealu. Domnul Țării Românești recunoaște suzeranitatea împăratului, iar Rudolf al II-lea se obligă să-i asigure subsidii pentru întreținerea armatei și recunoaște caracterul ereditar al domniei.
- 1815: Semnarea actului final al Congresului de la Viena; Franța este redusă la granițele din 1792; Austria obține Galiția, Tirolul, Triestul, Dalmația, Stiria, Lombardia și Veneția; Olanda primește Belgia.
- 1818: Primul zbor cu un balon cu aer cald care zboară deasupra Bucureștiului; aerostatul a fost numit bășica lui Vodă Caragea.
- 1848: Începutul revoluției pașoptiste în Muntenia. Adunarea de la Islaz. Ion Heliade Rădulescu citește Proclamația de la Islaz, programul revoluției din Țara Românească.
- 1856: Vasile Alecsandri a publicat, în revista „Steaua Dunării", poezia „Hora Unirii"; în scurt timp a devenit imnul de luptă pentru Unirea Principatelor, imnul unității naționale românești
- 1934: Personajul de desene animate, Donald, creat de Walt Disney, debutează pe ecrane în filmul „Găinușa cea înțeleaptă".
- 1959: Este lansat la apă „George Washington", primul submarin dotat cu rachete balistice.
- 2005: Muzeul Memorial de la Sighet inaugurează o nouă sală ce va face cunoscută vizitatorilor „poezia din închisori" compusă de detinuții politici ai sistemului comunist.
- 2017: Aflat într-o vizită oficială de șase zile în Statele Unite, președintele Klaus Johannis s-a întâlnit cu președintele Donald Trump la Casa Albă. La finalul discuțiilor care au durat 45 de minute, cei doi oficiali au susținut o declarație de presă comună.[1][2]

## Nașteri
- 1640: Leopold I, împărat al Sfântului Imperiu Roman de Națiune Germană (d. 1705)
- 1714: Giovanni Antonio Battarra, botanist și micolog italian (d. 1789)
- 1843: Bertha von Suttner, scriitoare austriacă, laureată a Premiului Nobel (d. 1914)
- 1868: Jørgen Aabye, pictor danez (d. 1959)
- 1891: Cole Porter, compozitor american (d. 1964)
- 1916: Robert McNamara, om de afaceri și politician american (d. 2009)
- 1917: Eric Hobsbawm, istoric britanic (d. 2012)
- 1925: Keith Laumer, scriitor american (d. 1993)
- 1928: Jean Ionescu, actor român (d. 1994)
- 1939: Ileana Cotrubaș, soprană română
- 1941: Jon Lord, muzician britanic (d. 2012)
- 1942: Mircea Coșea, politician român
- 1948: Mircea Pospai, scriitor român
- 1955: Virginia Mirea, actriță română
- 1959: Beni Gantz, politician israelian
- 1961: Michael J. Fox, actor canadian
- 1962: Paul Beatty, scriitor american
- 1963: Johnny Depp, actor american
- 1973: Attila Cseke, politician român
- 1974: Samoth, chitarist norvegian
- 1977: Ibón Pérez Arrieta, fotbalist spaniol
- 1978: Adrian Diaconu, pugilist român
- 1978: Miroslav Klose, fotbalist german
- 1978: Matthew Bellamy, muzician și compozitor britanic
- 1981: Natalie Portman, actriță americană de origine ebraică
- 1982: Mamuka Bakhtadze, politician georgian, prim-ministru al Georgiei (2018-2019)
- 1990: Raluca Anghelina, handbalistă română
- 1993: Lidia Buble, cântăreață română

## Decese

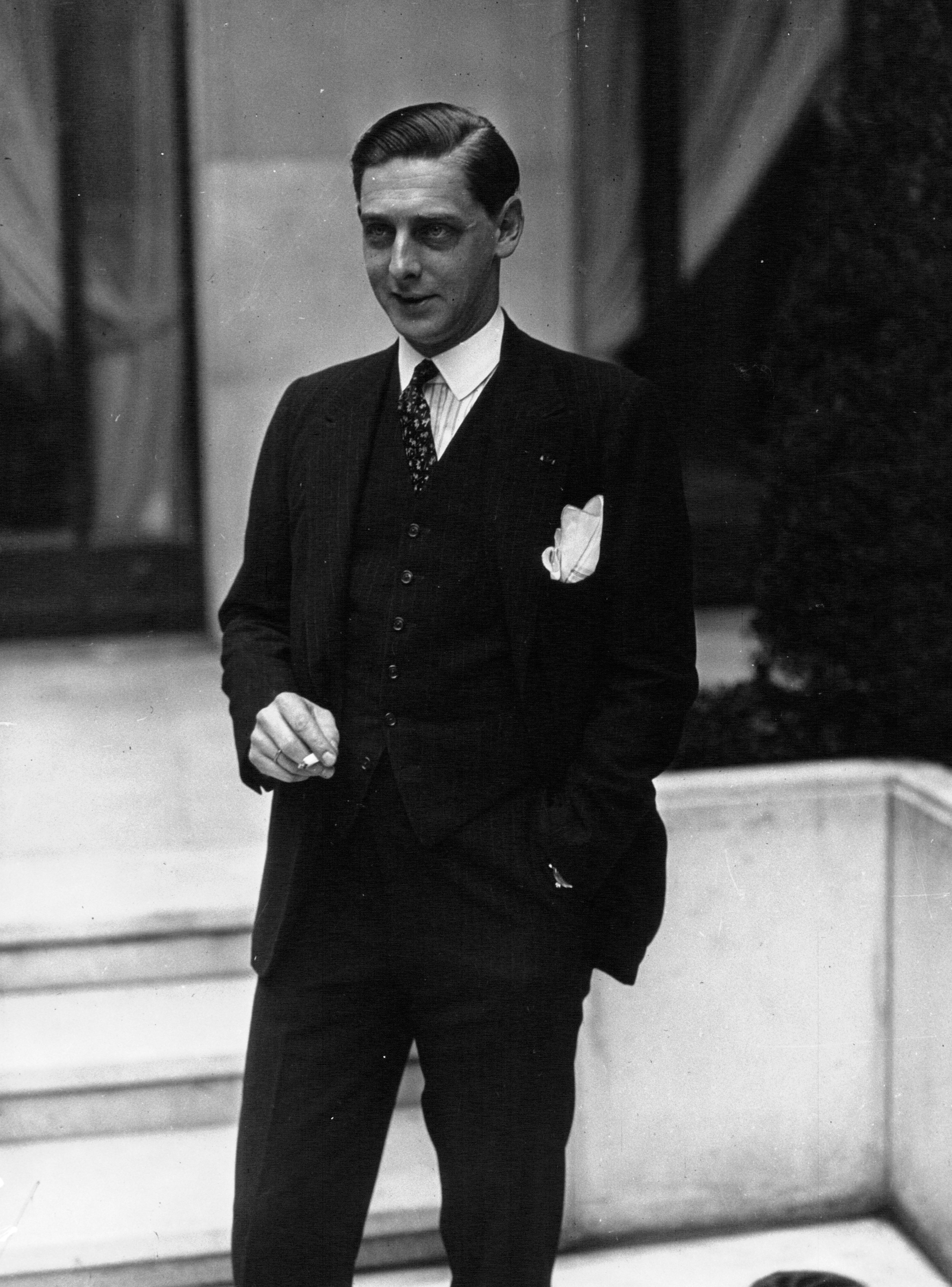
1978: Principele Nicolae al României

- 0068: Nero, împărat roman (n. 37)
- 1597: José de Anchieta, misionar iezuit, fondator al orașului São Paulo (n. 1534)
- 1870: Charles Dickens, scriitor englez (n. 1812)
- 1891: Ludvig Lorenz, fizician și matematician danez (n. 1829)
- 1912: Ion Luca Caragiale, dramaturg, prozator român (n. 1852)
- 1923: Takeo Arishima, scriitor japonez (n. 1878)
- 1923: Prințesa Elena a Regatului Unit, fiică a reginei Victoria a Regatului Unit (n. 1846)
- 1932: Émile Friant, pictor francez (n. 1863)
- 1932: Jules Ernest Renoux, pictor francez (n. 1863)
- 1949: Maria Cebotari, soprană română (n. 1910)
- 1958: Robert Donat, actor englez (n. 1905)
- 1974: Miguel Ángel Asturias, scriitor guatemalez, laureat al Premiului Nobel (n. 1899)
- 1978: Principele Nicolae al României, al doilea fiu al Regelui Ferdinand I și al Reginei Maria (n. 1903)
- 2022: Eliza Botezatu, scriitoare și critic literar din Republica Moldova (n. 1938)
- 2022: Matt Zimmerman, actor canadian (n. 1934)

## Sărbători
- Sf. Ierarh Chiril al Alexandriei; Sf. Mc. Tecla, Marta și Maria (Calendar ortodox)